# Crossodactylus cyclospinus
Crossodactylus cyclospinus är en groddjursart som beskrevs av Nascimento, Cruz och Renato Neves Feio 2005. Crossodactylus cyclospinus ingår i släktet Crossodactylus och familjen Hylodidae. IUCN kategoriserar arten globalt som otillräckligt studerad. Inga underarter finns listade i Catalogue of Life.